# Rock 'n' Roll Suicide
Rock 'n' Roll Suicide är en låt av David Bowie utgiven som singel den 11 april 1974 och på albumet The Rise and Fall of Ziggy Stardust and the Spiders from Mars som gavs ut den 6 juni 1972. Låten var den sista tillsammans med Suffragette City som spelades in för albumet (också det två sista spåren på albumet).

## Medverkande
- David Bowie − sång, gitarr
- Mick Ronson − gitarr
- Trevor Bolder − bas
- Mick Woodmansey − trummor